# Smedagyl
Smedagyl är en sjö i Ronneby kommun i Blekinge och ingår i Vierydsåns huvudavrinningsområde. Sjön är 10,3 meter djup, har en yta på 0,0617 kvadratkilometer och befinner sig 70 meter över havet.

## Delavrinningsområde
Smedagyl ingår i det delavrinningsområde (624140-145980) som SMHI kallar för Ovan Fröjadalsbäcken. Medelhöjden är 63 meter över havet och ytan är 13,1 kvadratkilometer. Räknas de 5 avrinningsområdena uppströms in blir den ackumulerade arean 69,12 kvadratkilometer. Avrinningsområdets utflöde Vierydsån mynnar i havet. Avrinningsområdet består mestadels av skog (58 %) och jordbruk (26 %). Avrinningsområdet har 0,19 kvadratkilometer vattenytor vilket ger det en sjöprocent på 1,5 %.